# Две школы под одной крышей
«Две школы под одной крышей» (босн. и хорв. Dvije škole pod jednim krovom) — термин, относящийся к школам в Боснии и Герцеговине. Дети и подростки из двух этнических групп, босняки и хорваты, посещают занятия в одном здании, но физически отделены друг от друга и учатся по разным учебным планам, часто даже в разное время. В Федерации Боснии и Герцеговины всего насчитывается более 50 таких школ. Этническая сегрегация является результатом Боснийской войны (1992—1995).

## История
В результате Вашингтонского соглашения 1994 года была образована Федерация Боснии и Герцеговины. Несмотря на это, более 50 школ остались разделены по этническому признаку, в первую очередь в центральной части Боснии и Герцеговины. По данным ОБСЕ, в Среднебоснийском кантоне и в Герцеговино-Неретвенском кантоне местные власти не хотят объединения школ. Аппарат Верховного представителя по Боснии и Герцеговине предпринимал определённые усилия по унификации системы образования в этих районах, но с небольшим успехом. 12 июня 2003 года Совет по выполнению Мирного соглашения предложил Федеральному министерству образования осуществить объединение «Двух школ под одной крышей» до начала следующего учебного года. Принятый в 2003 году закон о начальном и среднем образовании, который должен выступать в качестве административного и правового основания для объединения школ, трудно было реализовать в сложной системе образования Боснии.
16 февраля 2010 года парламент Федерации Боснии и Герцеговины принял резолюцию о создании многонациональных школьных отделений в 57 школах в южных и центральных районах Боснии и Герцеговине. В 2014 году Федеративный Конституционный суд постановил, что система «Две школы под одной крышей» является неконституционной, поскольку она дискриминирует учеников по этническому признаку. Однако власти кантонов продолжают уклоняться от выполнения этого решения.